# Steinovelia
Steinovelia is een geslacht van wantsen uit de familie beeklopers (Veliidae). Het geslacht werd voor het eerst wetenschappelijk beschreven door J. Polhemus & D. Polhemus in 1993.

## Soorten
Het genus bevat de volgende soorten:

- Steinovelia permista (Drake, 1951)
- Steinovelia placida (Drake, 1951)
- Steinovelia stagnalis (Burmeister, 1835)
- Steinovelia vinnula (Drake, 1951)
- Steinovelia virgata (Buchanan-White, 1879)